# العلاقات المصرية الميانمارية
العلاقات المصرية الميانمارية هي العلاقات الثنائية التي تجمع بين مصر وميانمار.

## مقارنة بين البلدين
هذه مقارنة عامة ومرجعية للدولتين:
| وجه المقارنة                                              | مصر           | ميانمار          |
| --------------------------------------------------------- | ------------- | ---------------- |
| المساحة (كم2)                                             | 1.01 مليون    | 676.58 ألف       |
| عدد السكان (نسمة)                                         | 94.80 مليون   | 53.37 مليون      |
| الكثافة السكانية (ن./كم²)                                 | 93.86         | 78.88            |
| العاصمة                                                   | القاهرة       | نايبيداو، يانغون |
| اللغة الرسمية                                             | اللغة العربية | اللغة البورمية   |
| العملة                                                    | جنيه مصري     | كيات ميانماري    |
| الناتج المحلي الإجمالي (بليون دولار)                      | 235.37 مليار  | 69.32 مليار      |
| الناتج المحلي الإجمالي (تعادل القوة الشرائية) بليون دولار | 998.67 مليار  | 282.95 مليار     |
| الناتج المحلي الإجمالي الاسمي للفرد دولار أمريكي          | 3.61 ألف      | 1.16 ألف         |
| الناتج المحلي الإجمالي للفرد دولار أمريكي                 |               |                  |
| مؤشر التنمية البشرية                                      | 0.690         | 0.536            |
| رمز المكالمات الدولي                                      | +20           | +95              |
| رمز الإنترنت                                              | .eg، .مصر     | .mm              |
| المنطقة الزمنية                                           | ت ع م+02:00   | ت ع م+06:30      |

## منظمات دولية مشتركة
يشترك البلدان في عضوية مجموعة من المنظمات الدولية، منها:
| علم المنظمة | اسم المنظمة                        | تاريخ انضمام مصر | تاريخ انضمام ميانمار |
| ----------- | ---------------------------------- | ---------------- | -------------------- |
|             | مؤسسة التنمية الدولية              | 26 أكتوبر 1960   | 5 نوفمبر 1962        |
|             | المنظمة الهيدروغرافية الدولية      | 21 يونيو 1921    | ?                    |
|             | مؤسسة التمويل الدولية              | 20 يوليو 1956    | 3 ديسمبر 1956        |
|             | يونسكو                             | 22 يناير 1947    | 27 يونيو 1949        |
|             | الأمم المتحدة                      | 24 أكتوبر 1945   | 19 أبريل 1948        |
|             | الاتحاد الدولي للاتصالات           | 9 ديسمبر 1876    | 15 سبتمبر 1937       |
|             | منظمة الشرطة الجنائية الدولية      | 7 سبتمبر 1923    | ?                    |
|             | البنك الدولي للإنشاء والتعمير      | 27 ديسمبر 1945   | 3 يناير 1952         |
|             | الاتحاد البريدي العالمي            | ?                | ?                    |
|             | وكالة ضمان الاستثمار متعدد الأطراف | 12 أبريل 1988    | 16 ديسمبر 2013       |
|             | منظمة التجارة العالمية             | 30 يونيو 1995    | ?                    |

## وصلات خارجية
- موقع وزارة الخارجية المصرية
- موقع وزارة الخارجية الميانمارية